# Radziejów (Rybnik)
Radziejów – część miasta i dzielnica Rybnika położona w południowej części miasta. Liczba mieszkańców w 2019 r. wynosiła 1860.
W dzielnicy znajduje się m.in. 200-letni dąb na popielowsko-radziejowskim cmentarzu.

## Sport
4 lipca 1920 roku w Radziejowie utworzone zostało gniazdo najstarszej polskiej organizacji sportowej Polskiego Towarzystwa Gimnastycznego „Sokół”. Koło to podlegało organizacyjnie Towarzystwu Gimnastycznemu „Sokół” w Rybniku i należało do szeregu sekcji gimnastycznych śląskiego Sokoła. W roku 1920 radziejowskie koło tej organizacji liczyło 50 członków. Rozwój działalności Sokoła przerwał w 1939 roku wybuch II wojny światowej. W okresie powojennym nie została reaktywowana ponieważ członkowie oraz sama idea towarzystwa była prześladowana przez władze komunistyczne.